# آرامگاه امامزاده سید جلیل
بقعه امامزاده سید جلیل مربوط به دوره صفوی است و در شهرستان پاکدشت، بخش مرکزی، روستای فیلستان واقع شده و این اثر در تاریخ ۱ مهر ۱۳۸۲ با شمارهٔ ثبت ۱۰۳۱۰ به‌عنوان یکی از آثار ملی ایران به ثبت رسیده است.